# Polystichum dudleyi
Polystichum dudleyi är en träjonväxtart som beskrevs av William Ralph Maxon. Polystichum dudleyi ingår i släktet Polystichum och familjen Dryopteridaceae. Inga underarter finns listade.